# نولان أشعث
نولان أشعث (الاسم العلمي:Nolana villosa) هو نوع نباتي يتبع جنس النولان من فصيلة الباذنجانية.